# Kalvsjön (Tingsås socken, Småland)
Kalvsjön är en sjö i Tingsryds kommun i Småland och ingår i Mieåns huvudavrinningsområde.